# Výssa (Évros)
Výssa, en grec moderne : Βύσσα, est un ancien dème du district régional de l'Évros, en Macédoine-Orientale-et-Thrace, en Grèce. En 2010, dans le cadre du programme Kallikratis, il est fusionné au sein du dème d'Orestiáda et devient l'un des districts municipaux du dème.
Selon le recensement de 2021, l'ancien dème devenu district municipal compte 4 378 habitants.